# Gonzalo Luján
Gonzalo Luján Melli (Buenos Aires, 27 aprile 2001) è un calciatore argentino, difensore del Inter Miami.

## Carriera

### Club
Cresciuto nel settore giovanile del San Lorenzo, debutta in prima squadra il 27 maggio 2021 in occasione dell'incontro di Coppa Sudamericana vinto 3-0 contro l'Huachipato.

### Nazionale
Nel 2024 ha partecipato ai Giochi Olimpici di Parigi.

## Statistiche

### Presenze e reti nei club
Statistiche aggiornate al 28 maggio 2025.
| Stagione           | Squadra            | Campionato         | Campionato | Campionato | Coppe nazionali | Coppe nazionali | Coppe nazionali | Coppe continentali | Coppe continentali | Coppe continentali | Altre coppe | Altre coppe | Altre coppe | Totale | Totale |
| Stagione           | Squadra            | Comp               | Pres       | Reti       | Comp            | Pres            | Reti            | Comp               | Pres               | Reti               | Comp        | Pres        | Reti        | Pres   | Reti   |
| ------------------ | ------------------ | ------------------ | ---------- | ---------- | --------------- | --------------- | --------------- | ------------------ | ------------------ | ------------------ | ----------- | ----------- | ----------- | ------ | ------ |
| 2021               | San Lorenzo        | PD                 | 5          | 0          | CA+CdL          | 0               | 0               | CL+CS              | 0+1                | 0                  | -           | -           | -           | 6      | 0      |
| 2022               | San Lorenzo        | PD                 | 10         | 0          | CA+CdL          | 0+3             | 0               | -                  | -                  | -                  | -           | -           | -           | 13     | 0      |
| 2023               | San Lorenzo        | PD                 | 23         | 0          | CA+CdL          | 2+9             | 0               | CS                 | 8                  | 0                  | -           | -           | -           | 42     | 0      |
| 2024               | San Lorenzo        | PD                 | 19         | 0          | CA+CdL          | 1+9             | 0               | CL                 | 7                  | 0                  | -           | -           | -           | 36     | 0      |
| Totale San Lorenzo | Totale San Lorenzo | Totale San Lorenzo | 57         | 0          |                 | 24              | 0               |                    | 16                 | 0                  |             | -           | -           | 97     | 0      |
| 2025               | Inter Miami        | MLS                | 14         | 0          | -               | -               | -               | CCC                | 6                  | 0                  | LC+Cmc      | -           | -           | 20     | 0      |
| Totale carriera    | Totale carriera    | Totale carriera    | 71         | 0          |                 | 24              | 0               |                    | 22                 | 0                  |             | -           | -           | 117    | 0      |